# Studium Dyplomatyczne Uniwersytetu Jana Kazimierza we Lwowie
Studium Dyplomatyczne Uniwersytetu Jana Kazimierza we Lwowie – polskie trzyletnie studium specjalistyczne istniejące przy Wydziale Prawa UJK we Lwowie. Jako jedyne w Polsce i jedno z niewielu w Europie kształciło w zakresie dyplomacji. 

## Historia
Studium zostało utworzono jako jedno z trzech studiów specjalistycznych działających przy Wydziale Prawa UJK na mocy zarządzenia Ministra Wyznań Religijnych i Oświecenia Publicznego z 28 kwietnia 1930 r. – o utworzeniu Studiów Uzupełniających na Wydziale
Prawa Uniwersytetu Jana Kazimierza we Lwowie. Uroczyste otwarcie studiów uzupełniających miało miejsce 18 października 1930 r. w Collegium Maximum. Uczestniczyli w nim przedstawiciele władz państwowych i samorządowych, konsulowie państw obcych, profesorowie i studenci.
Głównym Organizatorem Studium Dyplomatycznego UJK był prof. Ludwik Ehrlich. Wśród wykładowców byli m.in.: Maurycy Allerhand, Karol Bertoni, Hipolit Gliwic, Roman Zbigniew Piotrowski, Stanisław Starzyński, Zenon Wachlowski, Stanisław Zakrzewski, Czesław Nanke, Stanisław Hubert, Kazimierz Grzybowski, Kazimierz Tyszkowski, Adam Szelągowski i  August Zierhoffer August Zierhoffer, Jan Fryling.

## Program dydaktyczny
Studia trwały trzy lata, a w ich trakcie odbywano obowiązkowe praktyki w placówkach dyplomatycznych. Na studia mógł zapisać się student co najmniej drugiego roku studiów prawniczych. Dopiero w 1936 roku zezwolono na pełnoprawne studiowanie na Studium Dyplomatycznym UJK studentów i absolwentów innych wydziałów. W tym czasie oprócz wykładów wprowadzono obowiązkowe seminaria. Przykładano dużą wagę do nauczania języków obcych, nie tylko europejskich. Obowiązkowo uczono języka perskiego i tureckiego. Po zdaniu trzech egzaminów rocznych (w przeciwieństwie do studiów prawniczych każdy egzamin zdawano indywidualnie) i wcześniejszym zdobyciu stopnia doktora prawa, absolwenci, uzyskiwali stopień magistra nauk dyplomatycznych.

## Znani absolwenci
Studium Dyplomatyczne UJK ukończyło wielu późniejszych dyplomatów i uczonych. Najbardziej znanymi z nich są Jan Karski (Kozielewski) i Louis B. Sohn.